# Бенджамін Віттакер
Бенджамін Віттакер (англ. Benjamin Whittaker, нар. 6 червня 1997) — британський боксер, срібний призер Олімпійських ігор 2020 року, призер чемпіонатів світу та Європейських ігор.

## Любительська кар'єра
Чемпіонат Європи 2017
- 1/16 фіналу:Переміг Арйона Кайоші (Албанія)
- 1/8 фіналу:Програв Олександру Хижняку (Україна)

Чемпіонат світу 2017
- 1/16 фіналу:Переміг Джона Кіало (Кенія) — 5-0
- 1/8 фіналу:Переміг Вікаса Ядава (Індія) — 5-0
- 1/4 фіналу:Програв Олександру Хижняку (Україна) — 1-4

Європейські ігри 2019
- 1/16 фіналу:Переміг Матеуша Гоїнскі (Польща) — 5-0
- 1/8 фіналу:Переміг Умамра Дзамбекова (Австрія) — 5-0
- 1/4 фіналу:Переміг Абдулрахмана Абу-Луддеха (Німеччина) — 4-1
- 1/2 фіналу:Переміг Гора Нерсесяна (Вірменія) — 5-0
- Фінал:Програв Лорену Альфонсо (Азербайджан) — 2-3

Чемпіонат світу 2019
- 1/16 фіналу:Переміг Ехсана Рузбахані (Іран) — 3-2
- 1/8 фіналу:Переміг Ніярдгі Нуріжієва (Туркменістан) — 5-0
- 1/4 фіналу:Переміг Джерома Джозефа-Пампепллон (Нова Зеландія) — 4-1
- 1/2 фіналу:Програв Ділшодбеку Рузметову (Узбекистан) — 0-5

Олімпійські ігри 2020
- 1/16 фіналу:Переміг Хорхе Віваса (Колумбія) — 4-1
- 1/8 фіналу:Переміг Абдельрахмана Орабі (Єгипет) — 5-0
- 1/4 фіналу:Переміг Кено Мачадо (Бразилія) — 3-2
- 1/2 фіналу:Переміг Імама Хатаєва (Росія) — 4-1
- Фінал:Програв Арлену Лопесу (Куба) — 1-4

## Таблиця боїв
| 2 Перемоги (1 нокаутом, 1 за рішенням суддів), 0 Поразок (0 нокаутом, 0 за рішенням суддів) |        |             |        |       |      |                |                                           |          |
| Результат                                                                                   | Рекорд | Суперник    | Спосіб | Раунд | Час  | Дата           | Місце проведення                          | Примітки |
| Перемога                                                                                    | 2-0    | Петар Носич | UD     | 6     |      | 20 серпня 2022 | King Abdullah Sports City, Джидда         |          |
| Перемога                                                                                    | 1-0    | Грег Оніл   | KO     | 2 (6) | 0:21 | 30 липня 2022  | Bournemouth International Centre, Борнмут |          |